# Diocesi delle Isole Caroline
La diocesi delle Isole Caroline (in latino Dioecesis Carolinensium) è una sede della Chiesa cattolica suffraganea dell'arcidiocesi di Agaña. Nel 2021 contava 72.061 battezzati su 137.694 abitanti. È retta dal vescovo Julio Angkel.

## Territorio
La diocesi comprende Palau e gli Stati Federati di Micronesia.
Sede vescovile è la città di Weno, nello stato micronesiano di Chuuk (arcipelago delle isole Caroline), dove si trova la cattedrale del Cuore Immacolato di Maria.
Il territorio è suddiviso in 33 parrocchie.

## Storia
Le missioni sui iuris delle Isole Caroline orientali e delle Isole Caroline occidentali furono erette il 15 maggio 1886, con il decreto Cum feliciter evenerit di Propaganda Fide, ricavandone il territorio dal vicariato apostolico di Micronesia; furono affidate entrambe ai missionari cappuccini spagnoli.
La missione sui iuris delle Caroline orientali aveva sede in Ponape e la missione sui iuris delle Caroline occidentali aveva sede sull'isola di Yap. Primi superiori delle due missioni furono, per le Caroline orientali, padre Saturnino da Artajona, e per le Caroline occidentali, padre Daniele da Arbácegui.
In seguito al trattato tedesco-spagnolo del 1899, le isole furono vendute dalla Spagna alla Germania, e questo comportò l'abbandono graduale di tutti i missionari spagnoli, sostituiti dai Cappuccini della provincia tedesca della Vestfalia. Su pressione di questi ultimi, il 18 dicembre 1905, in forza di un decreto di Propaganda Fide, le due missioni sui iuris furono unite a formare la prefettura apostolica delle Isole Caroline.
Il 1º marzo 1911 in virtù del breve Quae Catholico nomini di papa Pio X la prefettura apostolica fu unita alla prefettura apostolica delle Isole Marianne, anch'esse facenti parte dell'impero coloniale tedesco, e contestualmente elevata al rango di vicariato apostolico con il nome di vicariato apostolico delle Isole Caroline e Marianne.
Al termine della prima guerra mondiale, le isole passarono sotto il dominio giapponese, e i missionari tedeschi dovettero lasciare la prefettura apostolica.
Il 4 maggio 1923 il vicariato apostolico fu unito al vicariato apostolico delle Isole Marshall e mutò denominazione a favore di vicariato apostolico delle Isole Caroline, Marianne e Marshall.
Il 4 luglio 1946 cedette le Isole Marianne al vicariato apostolico di Guam (oggi arcidiocesi di Agaña).
Il 3 maggio 1979 in forza della bolla Tametsi Ecclesiae di papa Giovanni Paolo II il vicariato apostolico fu elevato a diocesi e assunse il nome di diocesi delle Caroline-Marshall; originariamente era suffraganea dell'arcidiocesi di Suva.
L'8 marzo 1984 con la bolla Compertum quidem dello stesso papa è passata alla nuova provincia ecclesiastica di Agaña.
Il 23 aprile 1993 con la bolla Quo expeditius dello stesso papa Giovanni Paolo II la diocesi si è divisa, dando origine alla presente diocesi delle Isole Caroline e alla prefettura apostolica delle Isole Marshall.

## Cronotassi dei vescovi
Si omettono i periodi di sede vacante non superiori ai 2 anni o non storicamente accertati.
- Salvador-Pierre Walleser, O.F.M.Cap. † (21 agosto 1912 - 23 giugno 1919 dimesso)
- Santiago López de Rego y Labarta, S.I. † (25 maggio 1923 - 29 ottobre 1938 dimesso)
- Thomas John Feeney, S.I.  † (1951 - 9 settembre 1955 deceduto)
- Vincent Ignatius Kennally, S.I. † (9 dicembre 1956 - 20 settembre 1971 ritirato)
- Martin Joseph Neylon, S.I. † (20 settembre 1971 succeduto - 25 maggio 1995 ritirato)
- Amando Samo † (25 marzo 1995 succeduto - 2 febbraio 2020 dimesso)
- Julio Angkel, succeduto il 2 febbraio 2020

## Statistiche
La diocesi nel 2021 su una popolazione di 137.694 persone contava 72.061 battezzati, corrispondenti al 52,3% del totale.
| anno                                                  | popolazione | popolazione | popolazione | presbiteri | presbiteri | presbiteri | presbiteri                | diaconi | religiosi | religiosi | parrocchie |
| anno                                                  | battezzati  | totale      | %           | numero     | secolari   | regolari   | battezzati per presbitero | diaconi | uomini    | donne     | parrocchie |
| ----------------------------------------------------- | ----------- | ----------- | ----------- | ---------- | ---------- | ---------- | ------------------------- | ------- | --------- | --------- | ---------- |
| prefettura apostolica delle Isole Caroline e Marshall |             |             |             |            |            |            |                           |         |           |           |            |
| 1949                                                  | 15.582      | 45.619      | 34,2        | 17         |            | 17         | 916                       |         |           | 13        | 10         |
| 1966                                                  | 31.174      | 78.778      | 39,6        | 32         |            | 32         | 974                       |         | 9         | 45        | 9          |
| 1970                                                  | 34.127      | 82.024      | 41,6        | 38         | 1          | 37         | 898                       |         | 51        | 47        |            |
| 1976                                                  | 40.047      | 100.638     | 39,8        | 38         | 1          | 37         | 1.053                     | 7       | 46        | 39        | 19         |
| diocesi delle Caroline-Marshall                       |             |             |             |            |            |            |                           |         |           |           |            |
| 1980                                                  | 48.711      | 117.000     | 41,6        | 33         | 2          | 31         | 1.476                     | 21      | 41        | 32        | 25         |
| 1990                                                  | 67.063      | 134.127     | 50,0        | 35         | 3          | 32         | 1.916                     | 42      | 33        | 43        | 27         |
| diocesi delle Isole Caroline                          |             |             |             |            |            |            |                           |         |           |           |            |
| 1999                                                  | 67.285      | 129.474     | 52,0        | 21         | 10         | 11         | 3.204                     | 39      | 15        | 39        | 24         |
| 2000                                                  | 67.325      | 132.563     | 50,8        | 23         | 12         | 11         | 2.927                     | 41      | 15        | 33        | 23         |
| 2001                                                  | 70.185      | 135.831     | 51,7        | 27         | 13         | 14         | 2.599                     | 41      | 16        | 33        | 26         |
| 2002                                                  | 75.837      | 136.944     | 55,4        | 27         | 13         | 14         | 2.808                     | 41      | 19        | 33        | 30         |
| 2003                                                  | 77.733      | 140.368     | 55,4        | 31         | 13         | 18         | 2.507                     | 41      | 19        | 33        | 26         |
| 2006                                                  | 68.500      | 128.718     | 53,2        | 27         | 12         | 15         | 2.537                     | 40      | 18        | 33        | 27         |
| 2013                                                  | 66.339      | 132.151     | 50,2        | 26         | 15         | 11         | 2.551                     | 44      | 11        | 33        | 31         |
| 2016                                                  | 66.339      | 132.151     | 50,2        | 26         | 15         | 11         | 2.551                     | 44      | 13        | 33        | 31         |
| 2019                                                  | 72.061      | 137.694     | 52,3        | 30         | 16         | 14         | 2.402                     | 77      | 17        | 17        | 33         |
| 2021                                                  | 72.061      | 137.694     | 52,3        | 31         | 17         | 14         | 2.324                     | 77      | 17        | 17        | 33         |